# RCW 38
RCW 38 是位於船帆座方向，距離大約5,500光年遠的一個內埋星團。這個星團由幾顆大直量的恆星組成，而這些恆星有許多將會爆炸成為超新星。

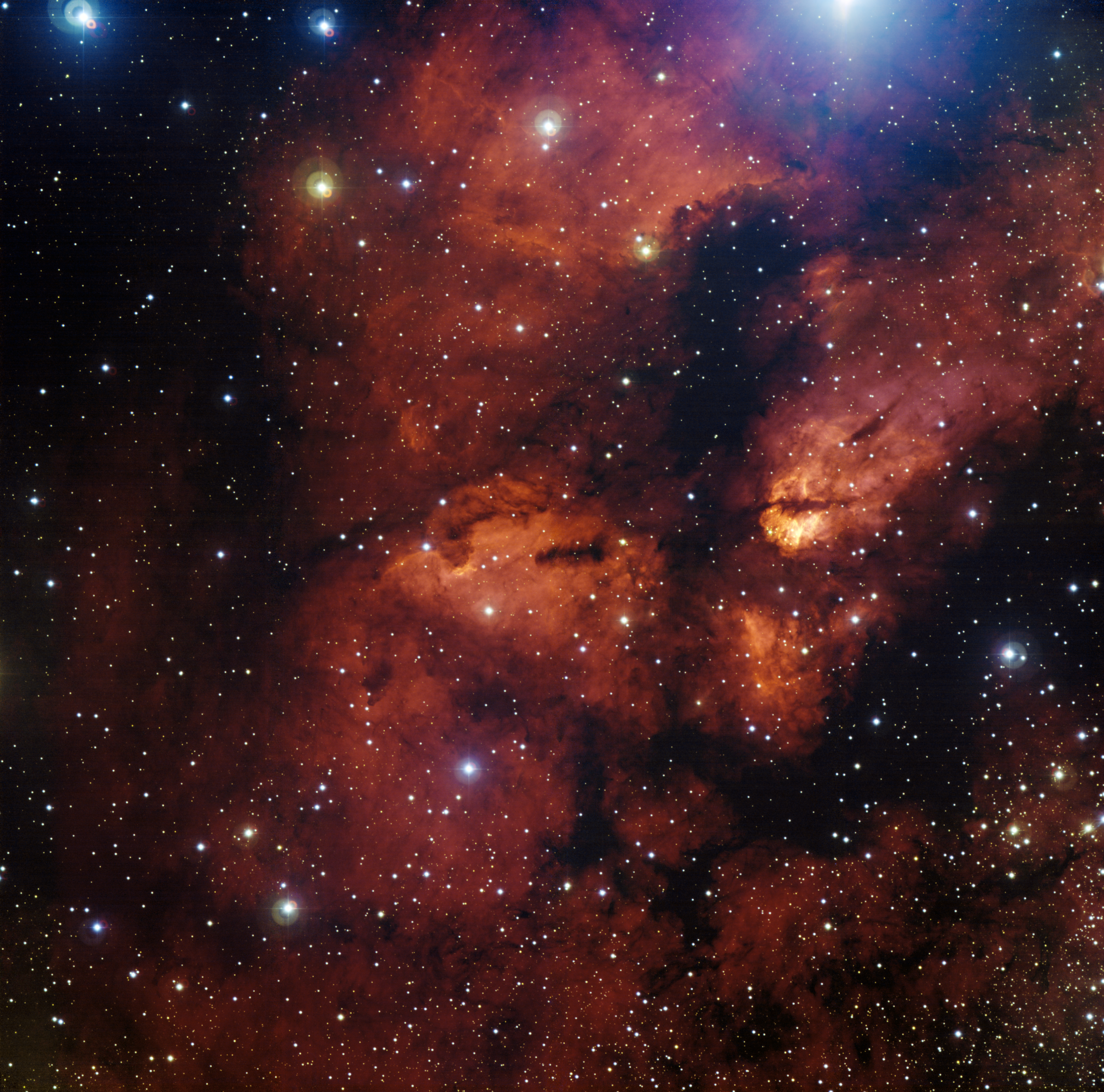
環繞RCW 38的廣大區域。